# 高雄市 (省轄市)
高雄市，為中華民國臺灣省1945年至1979年間下轄的省轄市。1945年第二次世界大战結束後，日治時期隸屬於高雄州的高雄市改制為隸屬於臺灣省的市，其後人口因數十年的快速成長而於1976年突破一百萬人，經行政院核定後於1979年7月1日合併高雄縣小港鄉升格為院轄市。

## 行政區劃
高雄市於1945年國民政府接收臺灣後，將日治時期的14町33大字1區改劃分為19區，並將新南群島改劃為海南特別行政區管轄，其後縮編為12區，至1946年初再整併為10區，同年底調整新興、連雅、前金、前鎮四區之面積。1952年將連雅區改名為苓雅區。

## 升格院轄市

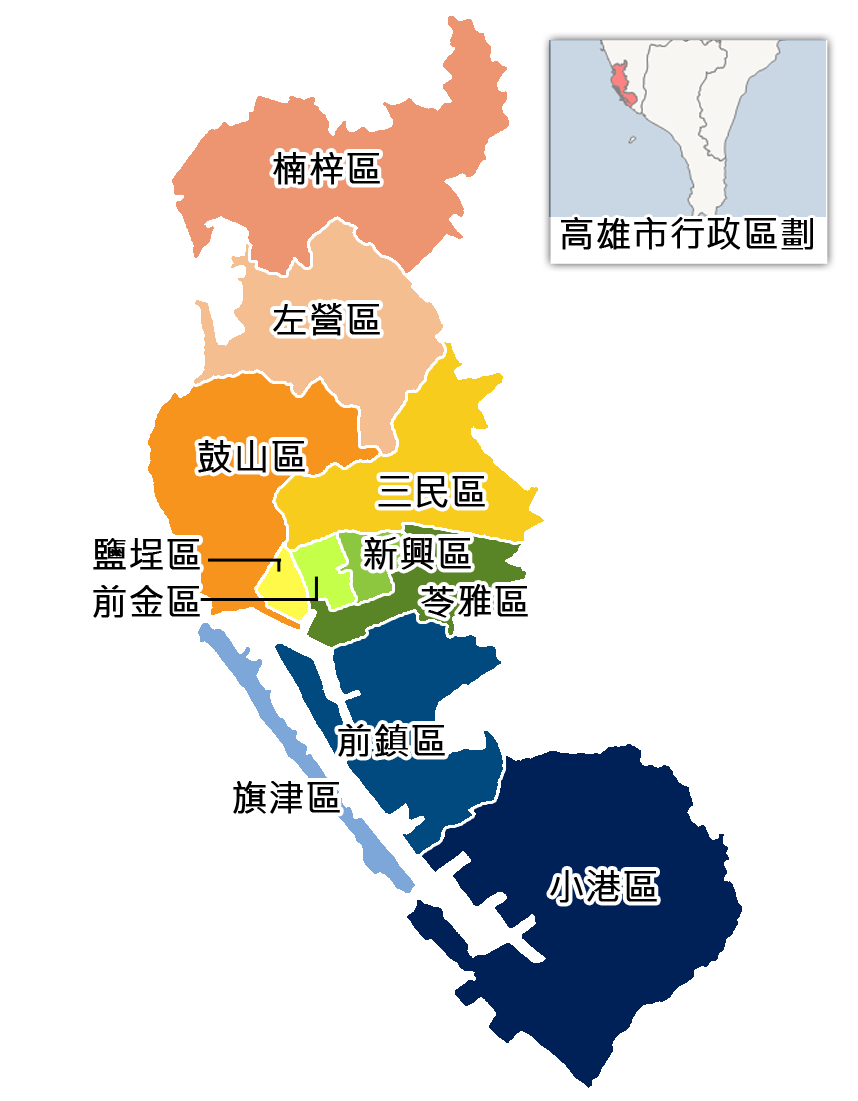
升格後的高雄市行政區劃

高雄市政府曾於1978年底就升格後之行政區域提出甲、乙二方案予臺灣省政府，但經「高雄市改治籌劃小組」研議後，基於避免過度影響高雄縣、減少改制時各方面事務處理之困難等原因，故採用內政部之方案。

### 甲案
將高雄縣於二仁溪以南與高屏溪以西之區域併入，共包含鳳山市、林園鄉、小港鄉、大寮鄉、鳥松鄉、大樹鄉、仁武鄉、大社鄉、橋頭鄉、梓官鄉、彌陀鄉、路竹鄉、燕巢鄉、永安鄉、田寮鄉、阿蓮鄉、湖內鄉、茄萣鄉、岡山鎮等19鄉、鎮、市。

### 乙案
將橋頭鄉、仁武鄉、大社鄉、林園鄉、小港鄉、大寮鄉、鳥松鄉及鳳山市之五甲地區劃入。

### 內政部方案
僅將高雄縣小港鄉併入。

## 歷任市長

### 實施地方自治前
| 任次 | 姓名   | 黨籍       | 就任時間      | 卸任時間      | 備註 |
| ---- | ------ | ---------- | ------------- | ------------- | ---- |
| 1    | 連謀   | 中國國民黨 | 1945年11月8日 | 1946年5月23日 | 首任 |
| 2    | 黃仲圖 | 中國國民黨 | 1946年5月23日 | 1947年8月2日  |      |
| 3    | 黃強   | 中國國民黨 | 1947年8月2日  | 1949年5月1日  |      |
| 4    | 劉翔   |            | 1949年5月1日  | 1950年8月2日  |      |
| 5    | 陳保泰 |            | 1950年8月2日  | 1951年5月1日  |      |

### 實施地方自治後
| 任次 | 肖像           | 姓名 (生–卒)        | 在任時間     | 在任時間       | 黨籍           | 屆次                              | 備註                                                 |
| ---- | -------------- | ------------------- | ------------ | -------------- | -------------- | --------------------------------- | ---------------------------------------------------- |
| 1    |                | 謝掙強 (1914－1979) | 1951年5月1日 | 1954年6月2日   | 中國國民黨     | 1                                 | 首位 中國國民黨籍市長。                              |
| 1    | 1954年6月2日   | 謝掙強 (1914－1979) | 1957年6月2日 | 2              | 中國國民黨     | 首位連任成功的 中國國民黨籍市長。 |                                                      |
| 2    |                | 陳武璋 (1915－1984) | 1957年6月2日 | 1960年6月2日   | 中國國民黨     | 3                                 |                                                      |
| 3    |                | 陳啟川 (1899－1993) | 1960年6月2日 | 1964年6月2日   | 中國國民黨     | 4                                 | 首位高雄市籍市長。                                   |
| 3    | 1964年6月2日   | 陳啟川 (1899－1993) | 1968年6月2日 | 5              | 中國國民黨     |                                   |                                                      |
| 4    |                | 楊金虎 (1898－1990) | 1968年6月2日 | 1973年2月1日   | 中國民主社會黨 | 6                                 | 首位 中國民主社會黨籍市長。 · 以70歲高齡當選的市長。 |
| 5    |                | 王玉雲 (1925－2009) | 1973年2月1日 | 1977年12月20日 | 中國國民黨     | 7                                 |                                                      |
| 5    | 1977年12月20日 | 王玉雲 (1925－2009) | 1979年7月1日 | 8              | 中國國民黨     |                                   |                                                      |

## 象徵

### 市徽

省轄市時期的高雄市市徽

高雄市於1974年經公開徵選選出市徽，1979年升格後沿用至2009年。

### 市旗
高雄市市旗為將市徽置於中央之白地旗幟。

### 市歌
詞：潘力行
曲：蕭而化
高雄，高雄，雄踞海東。
終年吹著和風，四季沒有寒冬。
青山環繞綠水，草木永遠欣榮。
呵！我愛高雄，我愛高雄。
高雄，高雄，美奪天工。
壽山高入青空，愛河流貫市中。
港灣波瀾壯闊，日夜吞吐艨艟。
呵！我愛高雄，我愛高雄。
高雄，高雄，人和政通。
工業經濟繁榮，行人車水馬龍。
學校星羅棋佈，軍力雄視遠東。
呵！我愛高雄，我愛高雄。

## 註解
1. ↑  未獲提名連任。
2. ↑  任期由三年改為四年
3. ↑  高雄市改制為院轄市。